# Alvin Hawkins
Alvin Hawkins (2 de dezembro de 1821 - 27 de abril de 1905) foi um político e jurista americano. O 22º governador do Tennessee com mandato de 1881 e 1883, foi um dos três republicanos que ocuparam este cargo do final da Reconstrução dos Estados Unidos até a segunda metade do século XX. Hawkins foi também um juiz na Suprema Corte do Tennessee, no final da década de 1860 e por um pequeno período o cônsul dos Estados Unidos em Havana, Cuba, em 1868.

## Início de vida
Hawkins nasceu no Condado de Bath, Kentucky, o mais velho de treze filhos de John Hawkins e Mary (Ralston) Hawkins. Quando ele possuía quatro anos de idade, seus pais mudaram-se para o Condado de Maury, Tennessee e dois anos mais tarde, para o Condado de Carroll. Hawkins estudou na McLemoresville Academy e Bethel College, bem como teve aprendizado em agricultura e ferraria com seu pai. Posteriormente voltou-se ao estudo de Direito, tendo ao mesmo tempo lecionado para seu sustento. Ele estudou direito com o juiz Benjamin Totten e foi admitido na advocacia em 1843. Exercendo por pouco tempo associado ao seu primo, Isaac R. Hawkins, antes de estabelecer a seu próprio escritório em Huntingdon.

## Guerra de Secessão
Membro do partido Whig, Hawkins primeiro disputou uma vaga na Câmara dos Representantes do Tennessee em 1845, mas sem sucesso. Concorreu novamente em 1853 e desta vez foi bem sucedido, mas cumpriu apenas um mandato e não buscou a reeleição. Ele fez campanha contra a secessão no final de 1850 e apoiou o candidato do partido da União constitucional John Bell, que se opunha a secessão e tomou uma posição neutra na questão da escravidão, nas eleições presidenciais de 1860. Embora muitos Whigs anti-secessão do Tennessee tenham mudado seu apoio para a Confederação após a batalha de Fort Sumter, Hawkins permaneceu firme pró-União durante o período da Guerra de Secessão (guerra civil americana).

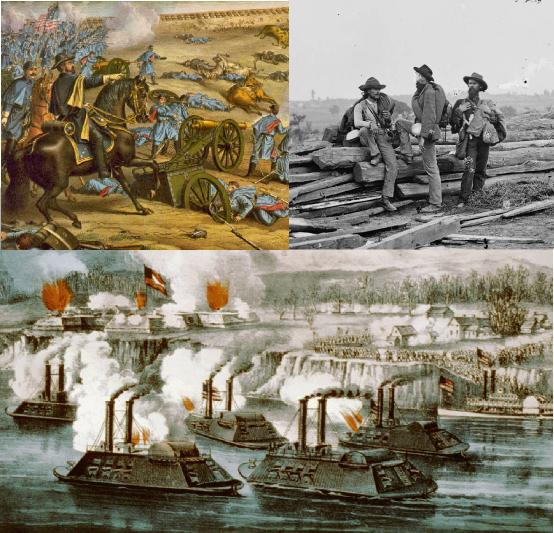
Guerra Civil Americana

Em dezembro de 1862, depois do exército da União ter retomado o controle de grande parte do oeste de Tennessee, o governador militar do Estado, Andrew Johnson, convocou eleições para o Congresso estadual, que foram realizadas nos 9º e 10º distritos congressionais. Hawkins foi eleito pela sede do 9º distrito, mas a Câmara dos representantes considerou sua votação total (1.900 votos) muito baixa, proporcionalmente à população do seu distrito (18.000 eleitores) e recusou-se a empossá-lo no cargo. Ele passou os próximos meses em missões de reconhecimento e informação no Tennessee ocidental para reunir dados estratégicos para as autoridades militares do estado. Em 1864, foi nomeado Procurador-geral dos Estados Unidos para o Tennessee ocidental pelo presidente Abraham Lincoln.
Em 1865, Hawkins foi nomeado para a Suprema Corte do Tennessee pelo governador William G. Brownlow. Ele atuou ao lado de J.O. Shackleford e Sam Milligan. Entre os casos, que o Tribunal decidiu durante seu mandato está o de Ridley versus Sherbrook, no qual o Tribunal confirmou as rigorosas exigências de voto na administração de Brownlow. Ele demitiu-se em 1868 e por um curto período de tempo serviu como Cônsul dos Estados Unidos em Havana, Cuba. Mais tarde naquele ano, o legislativo do Tennessee, respondendo a insatisfação sobre as pessoas nomeadas por Brownlow para o Tribunal, convocou eleições para eleger novos juízes para o Tribunal. Hawkins estava entre os candidatos republicanos, e como os democratas estavam privados da maioria, ele foi eleito. Seu mandato terminou, no entanto, com a promulgação da nova constituição de estado do Tennessee, em 1870, e ele retornou para seu escritório de advocacia em Huntingdon.

## Governador do Tennessee
Ao longo da década de 1870, o Tennessee esforçou-se para controlar a dívida que ele tinha acumulado ao longo das décadas anteriores por melhorias internas e a construção da estrada de ferro. O crise financeira de de 1873 trouxe uma redução das receitas de impostos sobre propriedade e o estado deixou de pagar seus títulos de dívida pública em 1875. Seguindo esse padrão, o Partido Democrata, dividido em duas facções, uma delas tentando proteger a todo custo o crédito do Estado e pagar todos os títulos na íntegra e outros rejeitando isto como inviável e sugerindo o pagamento apenas parcial dos títulos de dívida pública. O governador James D. Porter (1875–1879) era da antiga facção e o governador Albert S. Marks (1879–1881) da última, mas de qualquer forma não foram capazes de resolver o problema.
Em 1880, a divisão sobre a questão da dívida havia deixado o Partido Democrata dividido seriamente e Marks declinou disputar à reeleição. Na convenção estadual do partido ocorrida maio do mesmo ano, John Wright, que representou a facção que procurou o pagamento integral da dívida, conhecida como o "crédito do estado" ou facção de "altos impostos", foi indicado como candidato do partido para governador. Membros da facção "impostos baixos", que procuravam apenas um pagamento parcial da dívida e exigiam que qualquer alteração da política da dívida pública precisasse ser colocado antes em referando aos eleitores, saiu da Convenção e nomeou seu próprio candidato, S.F. Wilson. Republicanos indicaram Hawkins, e o Greenback Party (partido) nomeou Richard Edwards. Nas eleições gerais, Hawkins venceu com 103.964 votos, sobre os 78.783 de Wright, 57.080 de Wilson e 3.459 de Edwards.
Hawkins favoreceu o pagamento total da dívida do estado. Em maio de 1881, o legislativo estadual, onde os democratas divididos controlavam o Senado e republicanos controlavam a câmara dos representantes por um distrito, aprovou projeto um de lei determinando que todos os títulos de dívida do Estado emitidos por conta de interesses comerciais, deveriam ser substituídos por novos títulos de igual valor em dólar, mas com uma taxa de juros de 3%, também determinando que o imposto sobre Propriedade do Estado fosse quadruplicado. O projeto foi aprovado pela Câmara e Senado, após sancionado por Hawkins. Os democratas da facção "baixo imposto" questionaram a lei no judiciário, que foi declarada inconstitucional pela Suprema Corte do Tennessee em fevereiro de 1882. Em maio de 1882, o legislativo aprovou um plano determinando o pagamento das obrigações comerciais em 60%, mas esse nunca foi promulgado.
Durante a campanha para governador de 1882, Democratas do estado permaneceram divididos, mas os democratas do "baixo imposto", com a ajuda do ex-governador Isham G. Harris e a facção Bourbon (conservadora), ganharam a superioridade. O general William Brimage Bate, que favoreceu o reembolso completo de títulos para escolas e instituições de caridade e reembolso parcial em laços comerciais, foi nomeados como o candidato. A facção do "alto imposto" dos democratas indicou Joseph Fussell, e o Greenback Party (partido) nomeou John R. Beasley. No dia da eleição, Bate ganhou com 120.637 votos sobre os 93.168 de Hawkins, 9.660 de Beasley e 4.814 de Fussell.
Embora Hawkins tenha falhado em conseguir a reeleição, ele foi elogiado por membros de todas as partes pela execução de um governo honesto, ajudando a apagar o estigma associado ao partido republicano como resultado de políticas pós-guerra radicais da administração Brownlow. Hawkins também promulgou diversas reformas judiciais e educacionais. Ele havia nomeado W. S. Doak, um descendente do lendário Padre Samuel Doak, superintendente do estado para escolas, e foi estabelecido o primeiro Instituto de profissionais do estado durante seu mandato como governador.

## Últimos anos e morte
Após seu mandato como governador, Hawkins retornou para seu escritório de advocacia em Huntingdon. Ele permaneceu ativo na Igreja Metodista. Ficou perplexo pelo insucesso do candidato republicano para governador Henry Clay Evans em 1894. Ele morreu de pneumonia em 27 de abril de 1905 e foi enterrado no cemitério da família perto de Huntingdon.

## Família
Hawkins casou em 17 de agosto de 1847 com Justina Ott. Eles tiveram sete filhos. Hawkins era de uma família proeminente, seu irmão Ashton William Hawkins (1824–1888) foi funcionário da Corte Geral, médico e ministro. Outro irmão, Albert G. Hawkins (1841–1908), foi juiz, advogado e senador estadual do Tennessee. A mãe de Alvin, Mary ("Polly") Graham Ralston, era prima de governador da Califórnia John Neely Johnson.

## Fonte da tradução
- Este artigo foi inicialmente traduzido, total ou parcialmente, do artigo da Wikipédia em inglês cujo título é «Alvin Hawkins».